# Sergio Villareal
Sergio Leonardo Villareal Ruiz (Bogotà, 29 gennaio 1995) è un calciatore colombiano, centrocampista dell'Universitario.

## Carriera

### Club
Cresciuto nelle giovanili del Millonarios, ha esordito il 31 luglio 2014 in un match di Copa Colombia perso 2-1 contro il Tigres FC.
Conta 19 presenze nella prima divisione colombiana, 14 presenze nella prima divisione nicaraguense, 6 presenze nella prima divisione maltese, 2 presenze nella prima divisione venezuelana e 16 presenze nella prima divisione panamense.

### Nazionale
Nel 2015 con la nazionale Under-20 colombiana ha preso parte al campionato mondiale, disputando tre partite.

## Statistiche

### Presenze e reti nei club
Statistiche aggiornate al 30 gennaio 2017.
| Stagione           | Squadra            | Campionato         | Campionato | Campionato | Coppe nazionali | Coppe nazionali | Coppe nazionali | Coppe continentali | Coppe continentali | Coppe continentali | Altre coppe | Altre coppe | Altre coppe | Totale | Totale | Totale |
| Stagione           | Squadra            | Comp               | Pres       | Reti       | Comp            | Pres            | Reti            | Comp               | Pres               | Reti               | Comp        | Pres        | Reti        | Pres   | Reti   |        |
| ------------------ | ------------------ | ------------------ | ---------- | ---------- | --------------- | --------------- | --------------- | ------------------ | ------------------ | ------------------ | ----------- | ----------- | ----------- | ------ | ------ | ------ |
| 2014               | Millonarios        | A                  | 2          | 0          | CC              | 1               | 0               | CS                 | 0                  | 0                  |             | -           | -           | 3      | 0      |        |
| 2015               | Millonarios        | A                  | 15         | 0          | CC              | 5               | 0               |                    | -                  | -                  |             | -           | -           | 20     | 0      |        |
| Totale Millonarios | Totale Millonarios | Totale Millonarios | 17         | 0          |                 | 6               | 0               |                    | 0                  | 0                  |             | -           | -           | 23     | 0      |        |
| 2016               | Fortaleza C.E.I.F. | A                  | 2          | 0          | CC              | 6               | 0               |                    | -                  | -                  |             | -           | -           | 8      | 0      |        |
| 2017               | Cúcuta Deportivo   | B                  | 9          | 0          | CC              | 4               | 0               |                    | -                  | -                  |             | -           | -           | 13     | 0      |        |
| Totale carriera    | Totale carriera    | Totale carriera    | 28         | 0          |                 | 16              | 0               |                    | 0                  | 0                  |             | -           | -           | 44     | 0      |        |